# Orchadocarpa lilacina
Orchadocarpa es un género monotípico de plantas  perteneciente a la familia Gesneriaceae. Su única especie: Orchadocarpa lilacina Ridl., es originaria de la Península de Malaca.

## Descripción
Son plantas herbáceas con las hojas opuestas , la lámina presenta un largo pecíolo, y son elíptico- ovadas , serradas en los márgenes y peludas. Las inflorescencias en cimas con un largo pedúnculo con varias flores. Sépalos libres casi hasta la base, pilosas. Corola de color lila - azul a violeta , con oscuras manchas azules y amarillas en la garganta , el tubo corto y ancho , bilabiado con el labio inferior mucho más largo que el superior , los lóbulos redondeados. El fruto es una cápsula.

## Distribución y hábitat
Se distribuye por la Península de Malaca, donde se encuentra en los bosques de montaña, en suelos ácidos .

## Taxonomía
Orchadocarpa lilacina fue descrita por  Henry Nicholas Ridley y publicado en Journal of the Straits Branch of the Royal Asiatic Society 44: 78. 1905.
Etimología
Orchadocarpa: nombre genérico que deriva del griego όρχις , orchis = testículo , y καρπος ,  karpos = fruta, en alusión a las frutas casi globosas .
lilacina: epíteto